# Cnephora fulvitincta
Cnephora fulvitincta är en fjärilsart som beskrevs av Paul Dognin 1911. Cnephora fulvitincta ingår i släktet Cnephora och familjen mätare. Inga underarter finns listade i Catalogue of Life.